# Sabelmarter
De sabelmarter of het sabeldier (Martes zibellina) is een roofdier uit de familie der marterachtigen (Mustelidae). De wetenschappelijke naam van de soort werd als Mustela zibellina in 1758 gepubliceerd door Carl Linnaeus. Hij komt voor in de taigazone van Eurazië en is een belangrijk pelsdier. Voor zijn bont werd hij veelvuldig bejaagd. Alhoewel de aantallen door de pelsjacht zijn afgenomen en de sabelmarter in grote delen van zijn Europese verspreidingsgebied is verdwenen, komt de soort ten oosten van de Oeral nog veel voor. Binnen de Europese grenzen komt de soort alleen voor in Biosfeerreservaat Petsjoro-Ilytsjski. Sabelmarters worden ook tegenwoordig nog gehouden in pelsdierfokkerijen.

## Kenmerken
De sabelmarter lijkt veel op de boommarter, met wie hij soms ook kruist. De sabelmarter heeft een zachtbruinig zwarte vacht en een vage lichtbruine keelvlek. Hij heeft grotere afgeronde oren en langere poten dan vele andere marters. Ook heeft de sabelmarter een grote kop. Zijn klauwen zijn gedeeltelijk intrekbaar. De sabelmarter heeft een kop-romplengte van 32 tot 46 centimeter en een staart van 14 tot 28 centimeter. Hij wordt 900 tot 1800 gram zwaar.

## Leefwijze
De sabelmarter is een solitair nachtdier, dat soms ook overdag actief is. Hij is een behendige klimmer en springt van tak naar tak. In de bomen jaagt hij op vogels en eekhoorns, maar vaker jaagt hij op de grond op kleine knaagdieren als de kleine rode woelmuis (Myodes rutilus) en rosgrijze woelmuis (Myodes rufocanus). In de herfst eet hij ook zaden. Hij is vaak nabij rivieren en beken te vinden.

## Verspreiding
De sabelmarter komt voor in de naaldwouden en gemengde bossen van de Oeral tot Siberië, Kamtsjatka, Sachalin, Mongolië, Noordoost-China, Noord-Korea en Hokkaido in Japan. Vroeger kwam hij ook in Europa voor, tot Polen, Noord-Zweden en Noord-Finland. Hij kwam in de zeventiende eeuw nog voor in Litouwen, Wit-Rusland en Smolensk.

## Voortplanting
De paartijd is van juni tot augustus. Door een verlengde draagtijd worden de jongen pas 300 tot 330 dagen later geboren. De eigenlijke draagtijd, de ontwikkeling van de embryo's, duurt twee maanden. De geboortes vinden in maart en mei plaats. Tussen rotsen, boomwortels of in een holle boom maken sabelmarters een nest. Vaak gebruiken ze verlaten nesten van andere dieren. De één tot vijf blinde jongen (meestal drie tot vier) openen na een maand de ogen. Ze worden na zeven weken gespeend en na 15 tot 16 maanden zijn ze zelfstandig. De sabelmarter wordt maximaal 15 jaar oud.

## Sabelbont
Wanneer de huid van de sabelmarter wordt gebruikt voor het maken van mantels, stola's en colliers wordt deze sabel genoemd. De huid is populair vanwege de goudbruine glanzende kleur en de zachtheid. Als de huid lichter van kleur is, wordt deze soms geverfd. 
In het Russische Rijk werd tijdens de verovering van Siberië tot aan de Russische Revolutie huidenbelasting geheven (de jasak) aan overwonnen volkeren (de inorodtsy). Om volken hiertoe te bewegen werden onder andere leiders gegijzeld (de amanat). Belastingambtenaren van de Siberische prikaz zagen toe op de inning vanuit een van de vele bestuursposten (ostrogs) in het gebied.

## Galerij

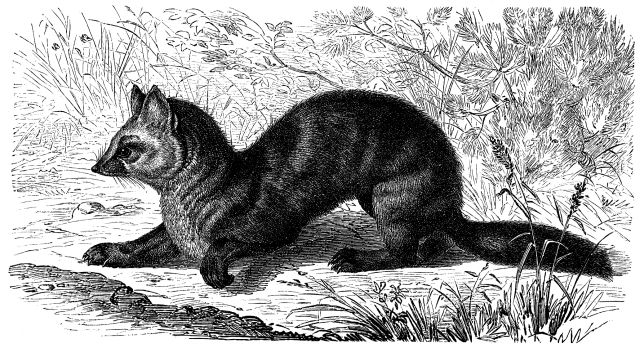
Illustratie van een sabelmarter.
Op het wapen van de Oblast Novosibirsk staan twee sabelmarters afgebeeld
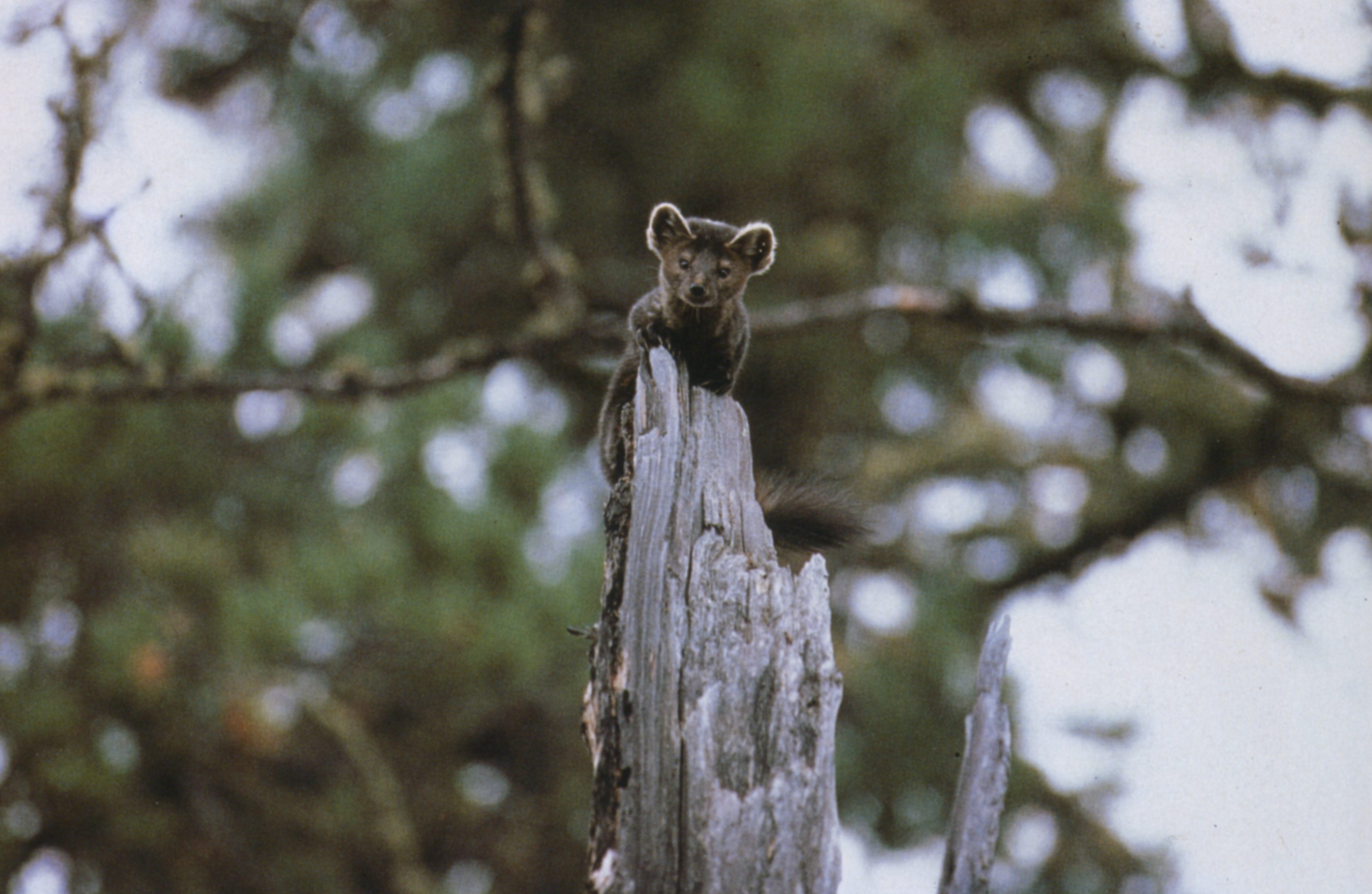
Sabelmarter in het Bargoezingebergte.